# Johnny Hazzard
Johnny Hazzard pseudonimo di Frankie Valenti (Cleveland, 21 settembre 1977) è un attore pornografico e modello statunitense, recita in film pornografici a tematica gay e bisessuale.

## Biografia
Inizia la sua carriera nella pornografia gay nel 2003 partecipando a molti film per la Rascal Video venendo diretto da Chi Chi LaRue, che lo dirigerà anche negli anni seguenti. Nel 2004 in un night club di New York conosce Boy George che lo coinvolge in un suo progetto fotografico.
Oltre alla pornografia, si interessa molto di musica, scrive assiduamente per la rivista Frontiers e nel 2006 ha inciso il suo primo singolo intitolato Deeper Into You. Nel 2006 vince un GayVN Awards per il miglior attore nel film Wrong Side of the Tracks Part One, inoltre ha vinto un GayVN per la miglior scena a due, lavorando al fianco del pornodivo Tyler Riggz. Sempre diretto da Chi Chi LaRue, nel 2008 partecipa al controverso film bisex Shifting Gears.
Al fianco di attori porno, quali Steve Cruz, François Sagat, Francesco D'Macho, Damien Crosse e molti altri, è testimonial di una campagna sul sesso sicuro a favore della lotta contro l'AIDS. Dal 2008 è entrato a far parte del cast della serie televisiva horror The Lair, trasmessa dal canale televisivo here!, dove viene accreditato con il suo vero nome, Frankie Valenti.
Nel 2014 è protagonista del film indipendente Tiger Orange, storia del riavvicinamento di due fratelli gay dopo la morte del padre.

## Premi
- GayVN Award 2004 per la miglior scena di gruppo - Detention
- GayVN Award 2005 per la miglior scena di gruppo - Bolt
- GayVN Award 2006 per il miglior attore - Wrong Side of the Tracks Part One and Part Two
- GayVN Award 2006 per la miglior scena a due - Wrong Side of the Tracks Part One (con Tyler Riggz)
- GayVN Award 2006 per la miglior scena solista - Wrong Side of the Tracks Part One
- GayVN Award 2008 per la miglior scena di gruppo - Link: The Evolution

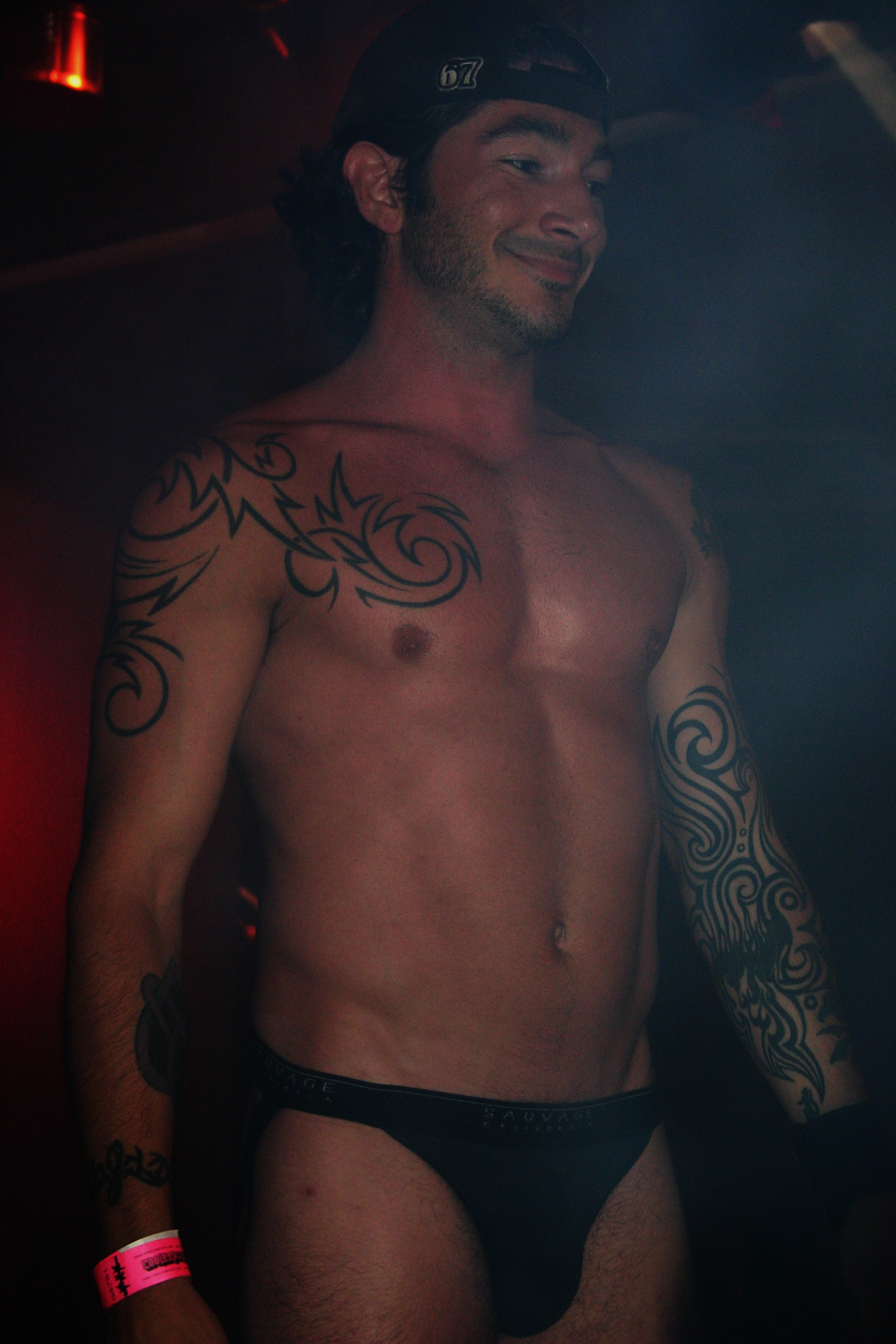
Hazzard nel 2007

- Adult Erotic Gay Video Awards 2003 per la miglior scena di gruppo Detention
- Adult Erotic Gay Video Awards 2004 per la miglior scena a due - Bolt (con Zak Spears)
- Adult Erotic Gay Video Awards 2004 per la miglior scena di gruppo - Bolt
- Adult Erotic Gay Video Awards 2006 per la miglior scena a tre - Wrong Side of the Tracks Part One
- Adult Erotic Gay Video Awards 2008 per la miglior scena di gruppo - Link: The Evolution
- Adult Erotic Gay Video Awards 2008 per la miglior scena rimming - Restless Youths (con Blake Riley)
- JRL Gay Film Awards 2010 - Best Supporting Actor[1]
- JRL Gay Film Awards 2010 - Best Bottom Performer of the Year

## Filmografia
- Hardware (2005)
- Wicked (2005)
- Wrong Side of the Tracks 1 (2005)
- Wrong Side of the Tracks 2 (2005)
- Delinquents (2006)
- Depraved (2006)
- Hole Patrol (2006)
- Leather Sessions (2006)
- When Bears Attack (2006)
- In His Dreams (2007)
- Link 5: The Evolution (2007)
- Restless Youths (2007)
- Sun Soaked (2007)
- Fuckin' Around (2008)
- Hazzard Zone (2008)
- Josh Vaughn's Best Men (2008)
- Seize Your Bottom (2008)
- Shifting Gears (2008)
- Gridiron Gang Bang (2009)
- Playing with Fire 4 (2009)
- Rascal: A Toy Story (2009)
- Taken: To The Lowest Level (2009)
- Tread Heavy (2009)
- Steven Daigle XXXposed (2010)
- Thr3 The Hard Way (2010)
- Bad Boys Get Spanked and Then Fucked (2011)
- Below the Rim 2: Lick it Clean (2011)
- I'm Gettin' Pissed (2011)
- Jeremy Bilding Megastud (2011)
- Mitchell Rock: Mega-Stud (2011)
- Raising The Bar 2: Cock Tales (2011)
- Splash Of The Tight 'Uns (2011)
- Big Guns 2 (2012)
- Hard Up (2012)
- Head Trip (2012)
- Madrid Bulls: Stag Homme 9 (2012)
- Sex with Danny Harper (2012)
- Dark Dreams (2013)
- Exclusive Fuckers (2013)
- Kings of New York, Season 2 (2013)
- London Spunked (2013)
- Orgy Mania (2013)
- Studio Of Sin (2013)
- Teddy Bear: It's A Hairy Tale (2013)